# NGC 1067
NGC 1067 est une galaxie spirale intermédiaire située dans la constellation du Triangle.  NGC 1067 a été découverte par l'astronome britannique John Herschel en 1827.

## Caractéristiques
Sa vitesse par rapport au fond diffus cosmologique est de 4 317 ± 15 km/s, ce qui correspond à une distance de Hubble de 63,7 ± 4,5 Mpc (∼208 millions d'al).
La classe de luminosité de NGC 1067 est III et elle présente une large raie HI.

## Une région densément peuplée de galaxies

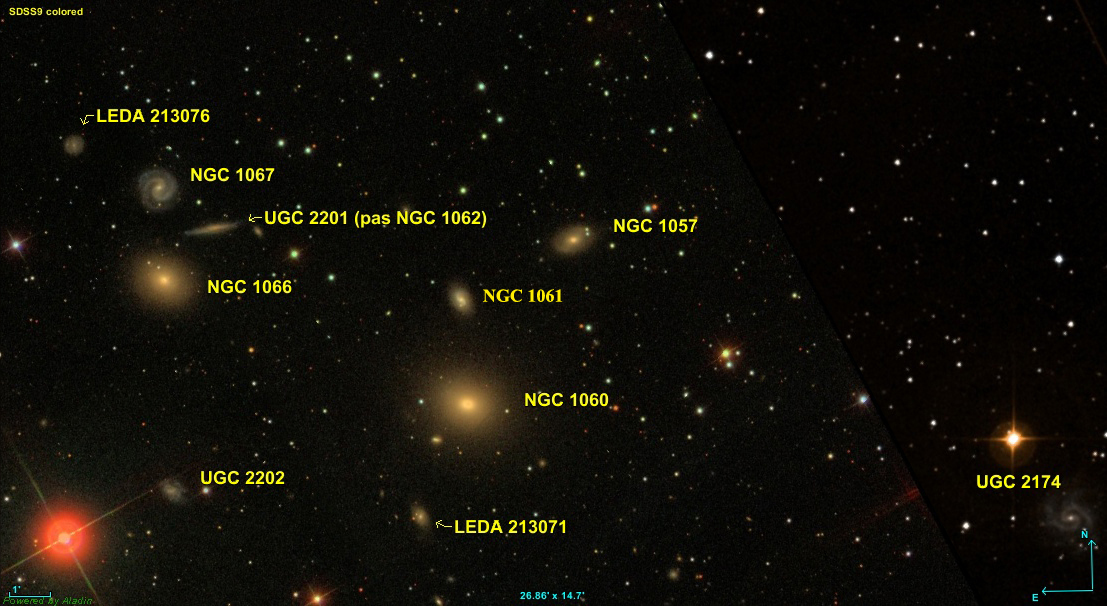
NGC 1057 et ses voisines

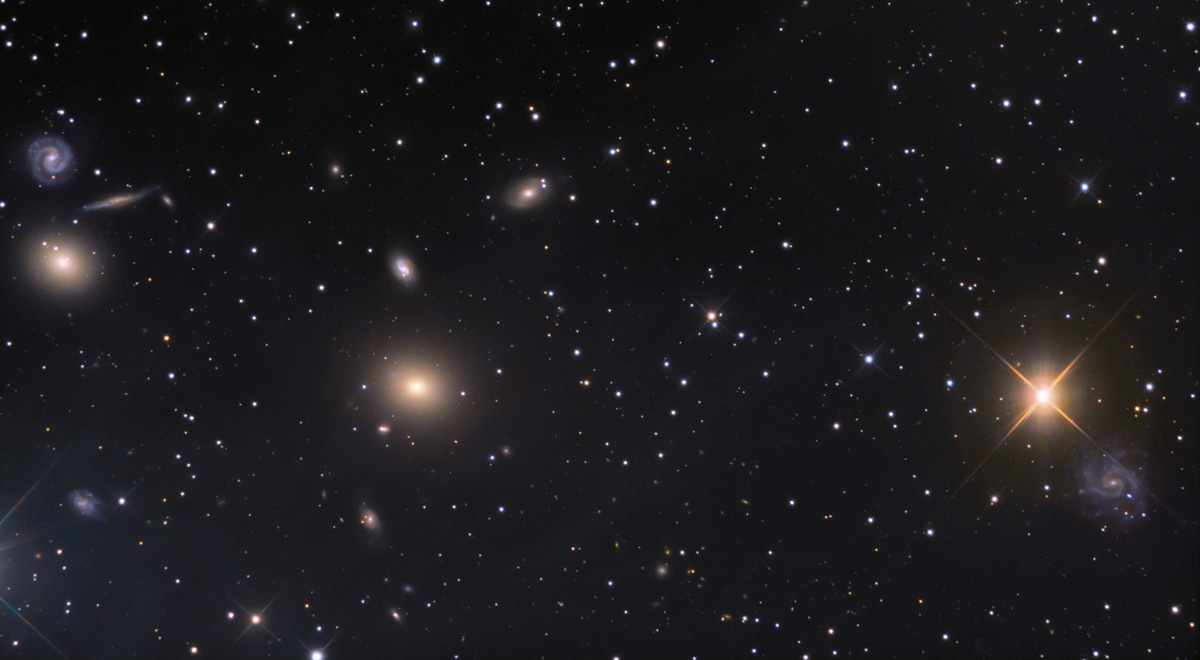
NGC 1057 est au centre de cette image. (Adam Block/Mount Lemmon SkyCenter/University of Arizona)

NGC 1067 est dans une région du ciel particulièrement riche en galaxies. On y trouve les galaxies NGC 1057, NGC 1060, NGC 1061, NGC 1066 et NGC 1067 qui, selon la base de données NASA/IPAC, font toutes partie de divers groupe de galaxies. Plusieurs autres galaxies qui ne figurent pas au catalogue NGC sont aussi dans cette région. Notons que la galaxie UGC 2201 (ou PGC 10331) (voir l'image) est identifiée faussement à NGC 1062 sur la base de données Simbad.

## Groupe de NGC 973
NGC 1067 fait partie d'un groupe de galaxies d'au moins 20 membres, le groupe de NGC 973. Outre NGC 983 et NGC 973, les autres du groupe sont entre autres NGC 969, NGC 974, NGC 1002 (=NGC 983) et NGC 987.